# 莫卡茹巴

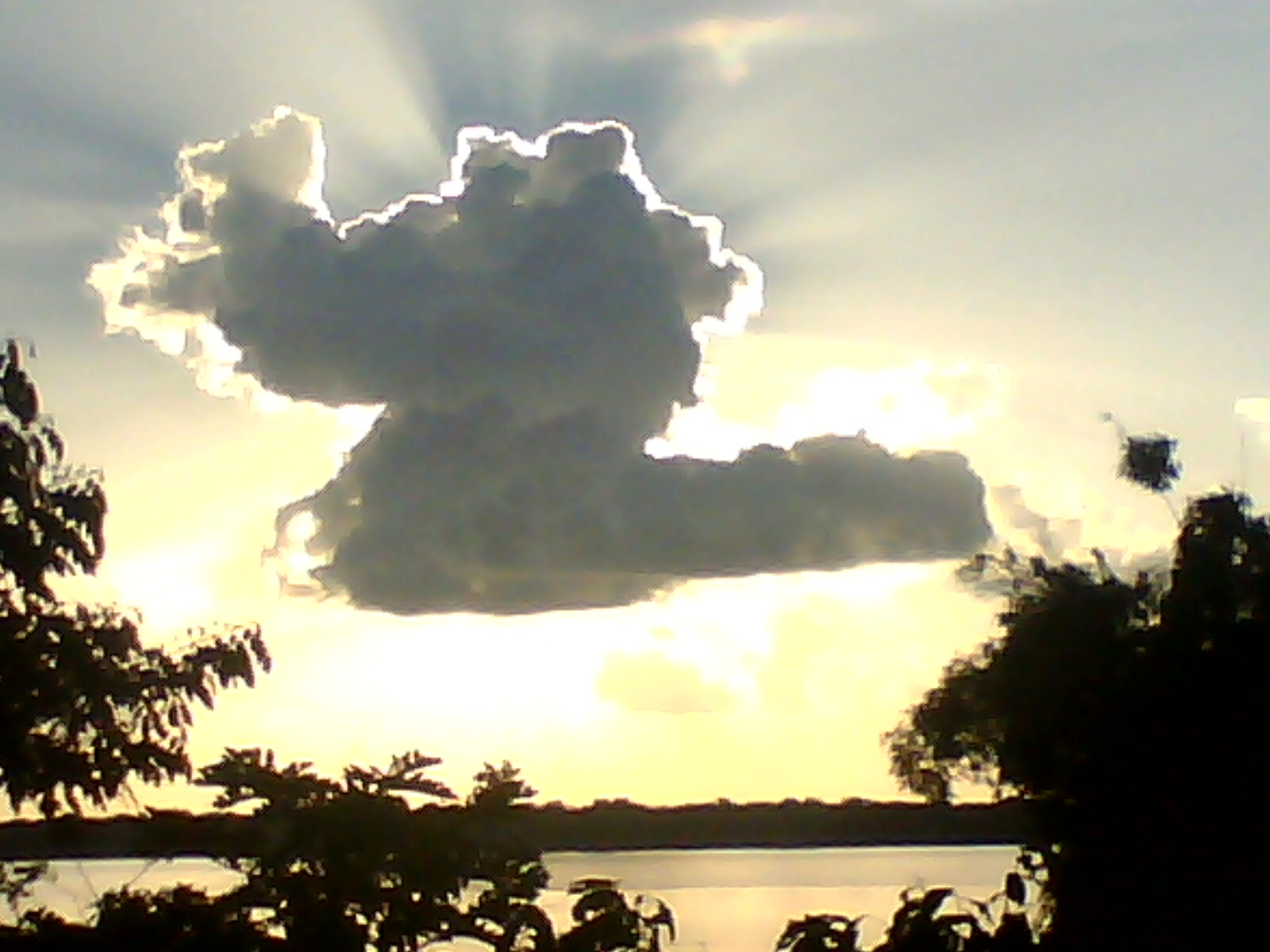
莫卡茹巴

莫卡茹巴（葡萄牙語：Mocajuba），是巴西的城鎮，位於該國北部，由帕拉州負責管轄，始建於1895年7月6日，面積870.81平方公里，海拔高度30米，2010年人口35,335，人口密度每平方公里30.7人。